# Baye (Finistère)
Baye (Bretons: Bei) is een gemeente in het Franse departement Finistère (regio Bretagne). De plaats maakt deel uit van het arrondissement Quimper. Baye telde op 1 januari 2022 1.363 inwoners.

## Geografie
De oppervlakte van Baye bedroeg op 1 januari 2022 7,29 vierkante kilometer; de bevolkingsdichtheid was toen 187 inwoners per km².

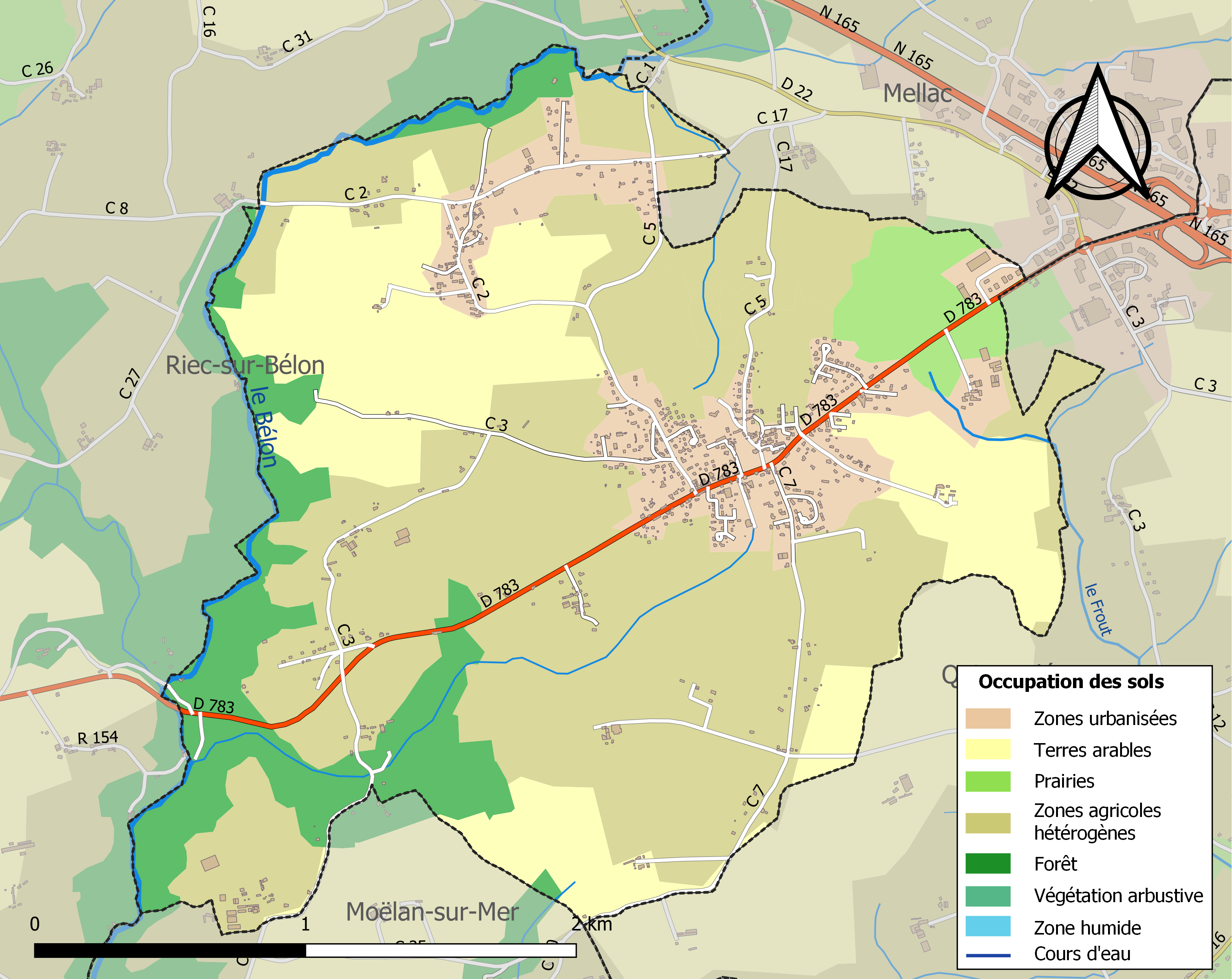
Kaart van de gemeente met belangrijkste infrastructuur, bodemgebruik en omliggende gemeenten

## Demografie
Onderstaande figuur toont het verloop van het inwonertal (bron: INSEE-tellingen).